# Neoascia distincta
Neoascia distincta är en tvåvingeart som beskrevs av Samuel Wendell Williston  1887. Neoascia distincta ingår i släktet dvärgblomflugor, och familjen blomflugor. Inga underarter finns listade i Catalogue of Life.